# 张炳华
张炳华（?—?）四川人，清末民初甘肃官员，曾护理甘肃都督兼民政长。

## 生平
清朝末年，升允任陕甘总督时，张炳华积官任兰州府知府。宣统元年（1909年），张炳华到榆中禁烟，由于大量索贿，激起农民暴动，张炳华几乎在暴动中被打死。1911年武昌起义后，陕甘总督长庚率部攻打陕西，但由于军饷不足，军事形势十分不利，大量官员逃走，张炳华乃升任兰州道。
中华民国成立后，1912年4月，张炳华任甘肃劝业道。1913年3月，张炳华任甘肃内务司司长。同年5月，甘肃都督兼民政长赵惟熙被迫请假离开甘肃，经赵惟熙秘密推荐，张炳华护理甘肃都督兼民政长。
在护理甘肃都督兼民政长任内，张炳华帮赵惟熙报复了田骏丰。田骏丰此前获赵惟熙聘为顾问之后，被北京政府财政部加派视察甘肃财政，来到甘肃之后和国税筹备处处长张世英同任共和实进会主任。不久，发生了赖恩培阴谋案，田骏丰乃代理甘肃巡警道，不久升任甘肃财政司司长，在赖恩培案中站在马安良方面，使赵惟熙遭遇难堪。张炳华护理甘肃都督后，捏造了田骏丰开烟禁的罪名，并报告袁世凯，导致田骏丰和赖恩培同样遭褫职押解到北京。后来，由于马安良等人联名为田骏丰辩解，田骏丰方获免罪释放回甘肃。
当时，甘肃因国民党、共和党竞争，国民党创办的《大河日报》的编辑、国民党员聂守仁在报纸上揭发张炳华乱给四川同乡县缺、税缺，张炳华的儿子大肆收受贿赂。1913年11月二次革命失败，袁世凯解散国民党，张炳华趁机查封了《大河日报》，将聂守仁逮捕入狱，并通缉了该报编辑郑睿。
不久，袁世凯任命张广建作为陕甘筹边使到甘肃兰州，此后发表为甘肃都督兼民政长。张炳华乃不再护理甘肃都督兼民政长。
在赵惟熙、张炳华掌权时期，甘人治甘运动兴起。